# Seznam krajev Unescove svetovne dediščine v Kambodži
Organizacija Združenih narodov za izobraževanje, znanost in kulturo (UNESCO) označuje območja svetovne dediščine izjemne univerzalne vrednosti za kulturno ali naravno dediščino, ki so jih nominirale podpisnice Konvencije UNESCO o svetovni dediščini iz leta 1972. Kulturna dediščina je sestavljena iz spomenikov (kot so arhitekturna dela, monumentalne skulpture ali napisi), skupin stavb in najdišč (vključno z arheološkimi najdišči). Naravne značilnosti (ki jih sestavljajo fizične in biološke formacije), geološke in fiziografske formacije (vključno z habitati ogroženih vrst živali in rastlin) ter naravna najdišča, ki so pomembna z vidika znanosti, ohranjanja narave ali naravne lepote, so opredeljena kot naravna dediščina. Kambodža je konvencijo ratificirala 28. novembra 1991.
Kambodža ima na seznamu pet najdišč. Angkor je bil na seznamu leta 1992, ko je bila država po kamboško-vietnamski vojni na kratko pod vodstvom misije Združenih narodov, v skladu s Pariškim mirovnim sporazumom iz leta 1991. Najdišče je bilo takoj uvrščeno na Seznam svetovne dediščine v nevarnosti, da bi se hitro in učinkovito spopadli z nujnimi problemi ohranjanja narave. Leta 2004 je bil Angkor odstranjen s seznama ogroženih območij. Tempelj Preah Vihear je bil uvrščen na seznam leta 2008, tempeljski kompleks Sambor Prei Kuk leta 2018, Koh Ker leta 2023 in kamboška spominska najdišča leta 2025. Vsa štiri najdišča so kulturna. Poleg tega ima Kambodža na svojem začasnem seznamu šest najdišč.

## Območja svetovne dediščine
UNESCO uvršča območja po deset merilih; vsak vnos mora izpolnjevati vsaj eno od meril. Merila od i do vi so kulturna, merila od vii do x pa naravna.
| Slovensko ime                                                                | Slika | Lega (provinca)                           | Leto vpisa | Kriterij                       | Opis |
| ---------------------------------------------------------------------------- | --- | ----------------------------------------- | ---------- | ------------------------------ | --- |
| Angkor                                                                       | Ruins of a large structure with five large towers at the top.                                                                         | Siem Reap (provinca)                      | 1992       | 668; i, ii, iii, iv (kulturno) | Območje Angkorja, eno največjih arheoloških območij na svetu, je bilo od 9. do 15. stoletja lokacija različnih prestolnic Kmerskega imperija. Templji Angkor Vat (na sliki), Angkor Thom, Bayon in bližnji Banteay Srei ter templji Roluos prikazujejo različna obdobja kmerske arhitekture in so bogato okrašeni s skulpturami in kamnitimi rezbarijami. Kmerska umetnost je imela pomemben vpliv na širšo regijo. Ob vpisu je bilo najdišče uvrščeno na seznam ogroženih zaradi zagotavljanja ohranitve; s tega seznama je bilo leta 2004 odstranjeno. |
| Preah Vihear                                                                 | Ruins of a stone building erected on a stone platform. The roof above the main entrance is decorated.                                 | provinca Preah Vihear]                    | 2008       | 1224: i (kulturno)             | Tempelj, ki datira v prvo polovico 11. stoletja, je mojstrovina kmerske arhitekture. Tempeljski kompleks, ki ga sestavlja več svetišč in stopnišč vzdolž 800 m dolge osi, je posvečen Šivi in bogato okrašen s kamnitimi rezbarijami. Stoji na robu gorske planote s pogledom na ravnice in je, predvsem zaradi svoje oddaljene lege, dobro ohranjen. |
| Tempeljsko območje Sambor Prei Kuk, arheološko najdišče starodavne Išanapure | A temple in Sambor Prei Kuk. | provinca Kampong Thom                     | 2017       | 1532; ii, iii, vi (kulturno)   | Išanapura je bila prestolnica cesarstva Chenla v poznem 6. in zgodnjem 7. stoletju našega štetja. Arheološko območje obsega 186 peščenjakovih templjev v edinstvenem arhitekturnem slogu (slog Sambor Prei Kuk), iz katerega se je postopoma razvil angkorski slog. Slog templjev izhaja iz hindujske tradicije z vplivi budizma in animizma. Tempeljski napisi v sanskrtu in starem kmerskem jeziku omenjajo Boga-kralja, koncept, ki je bil temeljni za vladni sistem, ki je obstajal v Kambodži in na Tajskem do 20. stoletja. |
| Koh Ker: Arheološko najdišče starodavne Lingapure ali Čork Gargjarja         | Prasat Prang, the stepped pyramid of Koh Ker                                                                                          | provinca Preah Vihear                     | 2023       | 1667; ii, iv (kulturno)        | Koh Ker je bil v prvi polovici 10. stoletja glavno mesto Kmerskega imperija pod kraljem Džajavarmanom IV. Danes je mesto v ruševinah in težko dostopno, v ostankih pa so hindujski templji, svetišča, spomeniki in sistemi za upravljanje z vodo. |
| Kamboška spominska mesta: od središč represije do krajev miru in razmisleka  | The Bhuddist Stupa at Choeung Ek, Cambodia, that houses thousands of skulls of the victims from the Khmer Rouge regime in the 1970's. | Phnom Penh, Kampong Chhnang, Kampong Speu | 2025       | 1748; vi (kulturno)            | Kambodžanska spominska mesta so sestavljena iz treh delov, ki prikazujejo kršitve človekovih pravic s strani režima Rdečih Kmerov med letoma 1971 in 1979. Aprila 1975 so Rdeči Kmeri zasedli prestolnico in hitro vzpostavili nacionalni varnostni sistem za zatiranje opozicije in vsiljevanje novega družbenega reda kamboškemu ljudstvu. To je bil sistem ogromnega nasilja, mučenja in usmrtitev, ki je vplival na življenja vsakega Kambodžanca. Serijska prisotnost treh najdišč dokazuje to razširjeno izkušnjo. Nekdanje zapor M-13 je povezan z začetno fazo represije in nasilja; drugi dve lokaciji pa sta nekdanji zapor za zasliševanja S-21 (Muzej genocida Tuol Sleng) in z njim povezano mesto usmrtitev (Genocidni center Choeung Ek). |

## Poskusni seznam
Poleg območij, vpisanih na Seznam svetovne dediščine, lahko države članice vodijo seznam poskusnih območij, ki jih lahko upoštevajo za nominacijo. Nominacije za Seznam svetovne dediščine so sprejete le, če je bilo območje že prej uvrščeno na poskusni seznam. Cambodia lists six properties on its tentative list.
| Slovensko ime                                                        | Slika                                                | Lega (provinca)           | Leto vpisa | Kriterij               | Opis |
| -------------------------------------------------------------------- | ---------------------------------------------------- | ------------------------- | ---------- | ---------------------- | --- |
| Angkor Borei in Phnom Da                                             | Temple ruins on a top of a hill, covered with forest | provinca Takéo]           | 2020       | i, ii, iv (kulturno)   | Angkor Borei je bil glavno mesto Funana, zgodnje kmerske politične entitete, ki je obstajala do poznega 6. stoletja našega štetja. Ohranjene so opečne stavbe, mestno obzidje in več kanalov, pa tudi nekateri najzgodnejši kmerski napisi. Phnom Da (na sliki) je bližnji hrib z ostanki dveh templjev in več jamami s svetišči. Obe najdbi predstavljata zgodnje kmerske umetniške sloge, ki so se razvili pod vplivom Indije in so združevali elemente hinduizma in budizma, nanje pa je vplivala tudi grško-budistična umetnost. |
| Arheološki kompleks Banteay Chhmar                                   | Temple ruins in a forest                             | provinca Banteay Meanchey | 2020       | ii, iii, iv (kulturno) | Tempeljski kompleks Banteay Chhmar izvira iz 12. in 13. stoletja in je bil zgrajen v bajonskem slogu. Okrašen je s kamnitimi rezbarijami, ki prikazujejo prizore iz hindujske mitologije in prizore iz vojne med Kmeri in Čami. Pomembna značilnost kompleksa je velik umetni vodni rezervoar, baraj, z otokom na sredini. |
| Beng Mealea                                                          | Temple ruins in a forest                             | provinca Siem Reap        | 2020       | ii, iv (kulturno)      | Tempelj je bil zgrajen v 12. stoletju, v obdobju Angkorja, med vladavino kralja Surjavarmana II. Velik kompleks je zdaj večinoma v ruševinah in obnova se še ni začela. Zaradi svoje lege na križišču pomembnih trgovskih poti je bil regionalno trgovsko središče. Ohranjeni so ostanki nekaterih vodnogospodarskih objektov. |
| Starodavno mesto Oudong                                              | Stupas on a forested hill                            | provinca Kandal           | 2020       | ii, iv (kulturno)      | Oudong je bil glavno mesto v postangkorskem obdobju, od 17. do 19. stoletja. Mesto je bilo vključeno v trgovino z državami jugovzhodne Azije in tudi z Evropo. Imelo je enklave za nastanitev tujcev, vključno s Kitajci, Čami, Japonci, Portugalci, Španci, Nizozemci in Angleži. Na gori nad mestom (na sliki) so stupe kraljeve družine. |
| Phnom Kulen: Arheološko najdišče/Starodavno najdišče Mahendraparvata | Fields with mountain in the background               | provinca Siem Reap        | 2020       | ii, iv, v (kulturno)   | Phnom Kulen je gorovje z močnim simbolnim pomenom za kmersko ljudstvo. Vključuje mesto Mahendraparvata, kjer je kralj Džajavarman II. leta 802 razglasil neodvisnost od Jave. Arhitektura mesta označuje prehod iz predangkorskega v angkorsko obdobje, saj je več templjev in spomenikov delno ohranjenih. Bilo je eno prvih mest v Kambodži, ki je uporabljalo mrežni načrt. Nekateri spomeniki na tem območju izvirajo tudi iz postangkorskega obdobja.                                                                           |
| Starodavni kompleks Preah Khan Kompong Svay                          | Temple ruins                                         | provinca Preah Vihear     | 2020       | ii (kulturno)          | Preah Khan Kompong Svay je bilo veliko provincialno mesto in verski kompleks angkorskega obdobja. Večinoma je bilo zgrajeno med 11. in začetkom 13. stoletja. Tempelj je okrašen z budističnimi motivi. Mesto je imelo pomembno železarsko industrijo zaradi bližnjih virov železa. |